# Müllheizkraftwerk Wuppertal
Das Müllheizkraftwerk Wuppertal ist eine 1976 in Betrieb genommene Müllverbrennungsanlage in Wuppertal im Wohnquartier Küllenhahn des Stadtbezirks Cronenberg bei der Hofschaft Korzert. Sie wird von der AWG Abfallwirtschaftsgesellschaft mbH Wuppertal betrieben. An der AWG Wuppertal sind die Wuppertaler Stadtwerke, die Stadtwerke Remscheid, die Stadtwerke Velbert sowie die Städte Wuppertal und Remscheid beteiligt.

## Geschichte
Im Jahre 1970 entschied der Wuppertaler Stadtrat sich zum Bau einer Müllverbrennungsanlage, da die Entsorgungskapazitäten innerhalb Wuppertals über lokale Mülldeponien sich erschöpften. Eine Erschließung neuer Deponien im städtischen Umland war ausgeschlossen, da die Bebauung Wuppertals und seiner Nachbarstädte auch zu den Gemeinderändern hin zunahm und neue Deponien somit nur in größerer Entfernung zu hohen Errichtungs- und Transportkosten möglich gewesen wären. Da auch die Stadt Remscheid vor dem gleichen Problem stand, schloss man sich zur Suche nach einer Lösung des Problems zusammen.
Da der Standort Korzert gute geographische Voraussetzungen im Interesse beider Kommunen bot, vereinbarte man dies als Standort der neuen Müllverbrennungsanlage. Bauherrin und Betreibergesellschaft dieser Anlage wurde die 1976 gegründete „MVA Wuppertal GmbH“, die heutige AWG Wuppertal. Der symbolische „erste Spatenstich“ wurde am 21. August 1973 vom damaligen Bundesminister des Innern und FDP-Lokalpolitiker Hans-Dietrich Genscher sowie dem Oberbürgermeister Gottfried Gurland getätigt. Während der Bauzeit wurde der Müll aus Wuppertaler Haushalten auf Remscheider Deponien gelagert. Bereits Ende 1975 konnte die Verbrennungsanlage in Betrieb genommen werden. Im März 1976 wurde die Anlage durch Bundesinnenminister Werner Maihofer offiziell eingeweiht und eröffnet.
Die Baukosten der Anlage betrugen 126 Mio. Deutsche Mark, wovon etwa 20 % durch das Land Nordrhein-Westfalen getragen wurden. Die Kosten fielen wesentlich höher als zuvor angenommen aus, da erst in der Planungsphase hohe Umweltauflagen entwickelt wurden. Dies machte letztlich zwar fast 40 % der Baukosten aus, sorgt aber bis heute auch dafür, dass die hohe Umweltverträglichkeit selbst von vergleichbaren jüngeren Anlagen nicht erreicht wird.
Im Juli 1977 kam es zu einem ersten Unfall des Kraftwerks, als bei Schweißarbeiten eine Schutzbeschichtung in Brand geriet und wegen Unzugänglichkeit über mehrere Stunden unter starker Rauchentwicklung brannte. Dank nachträglicher Arbeiten am Fundament des etwa 100 m hohen Schornsteins konnte dessen Standfestigkeit gesichert werden. Die Beseitigung der Schäden dauerte über ein Jahr.
Mit der Umstellung des lokalen Müllsystems 1983 – die privaten metallischen Müll- und Ascheneimer wurden durch kostenfreie Müllgroßbehälter aus Plastik ersetzt, zudem wurde fortan eine Müllgebühr je Einwohner erhoben – erreichte auch die Müllverbrennungsanlage ihre Kapazitätsgrenze, sodass ab 1988 ein städteübergreifendes Abfallwirtschaftskonzept im Bergischen Städtedreieck forciert wurde. Mit der Errichtung von Recycling-Centern, der Einrichtung einer Sperrmüllabfuhr sowie einer gestiegenen Sensibilität für verwertbare Rohstoffe wie Glas oder Papier wurde das Aufkommen verbrennbaren Restmülls deutlich reduziert. Dies führte zu einer nur noch zu 57 % ausgelasteten Verbrennungsanlage, sodass vor allem in den 1990er Jahren auch Hausmüllmengen aus Velbert, Wülfrath, Haan und Hilden zur Auslastung der Anlage hinzugeführt wurden.
Zwischen 1988 und 1998 wurde die MVA im Zuge des Programms „AWG 2000“ umfassend wirtschaftlich, technisch und ökologisch modernisiert. Dadurch erhielt die Anlage als erste bundesweite Müllverbrennungsanlage das EMAS-Zertifikat. Mit der Weiterentwicklung der Müllverbrennungstechnologie erlangte die AWG zahlreiche Patente, die sie als Lizenzen an fremde Anlagenbauer weitergeben konnte. All diese Fortschritte ermöglichten den Schritt von der reinen Müllverbrennungsanlage hin zum heutigen Müllheizkraftwerk, das mit der Energie aus dem Verbrennungsprozess Strom und Fernwärme erzeugt werden konnte. Seit 1995 versorgt das MHKW das „Fernwärmeschiene Süd“ genannte Fernwärmenetz auf den Wuppertaler Südhöhen. An dieses Netz sind unter anderem der Campus Freudenberg der Bergischen Universität Wuppertal, die Firma •Aptiv• Automotive und das Schulzentrum Süd angeschlossen.

## Kennzahlen
Das Müllheizkraftwerk Wuppertal hat einen  Jahresdurchsatz von 416.061 Tonnen Abfall, der in fünf Linien verfeuert wird. Dabei wurden 178.580 MWh elektrische Energie produziert, von denen 136.586 MWh in das öffentliche Stromnetz eingespeist wurden. Fernwärme wurde 56.931 MWh in das Fernwärmenetz eingespeist und 5460 MWh an das Freibad Küllenhahn abgegeben.
Der Kamin der Anlage ist 95 Meter hoch; damit verlassen die Rauchgase die Anlage in einer Höhe von 396 ü. N.N.
Da das MHKW anteilig mit biogenem Material befeuert wird, gelten ca. 65.000 MWh als regenerativ produziert. Diese wurden dem Betreiber als einem der ersten entsprechend zertifiziert.

## Bilder

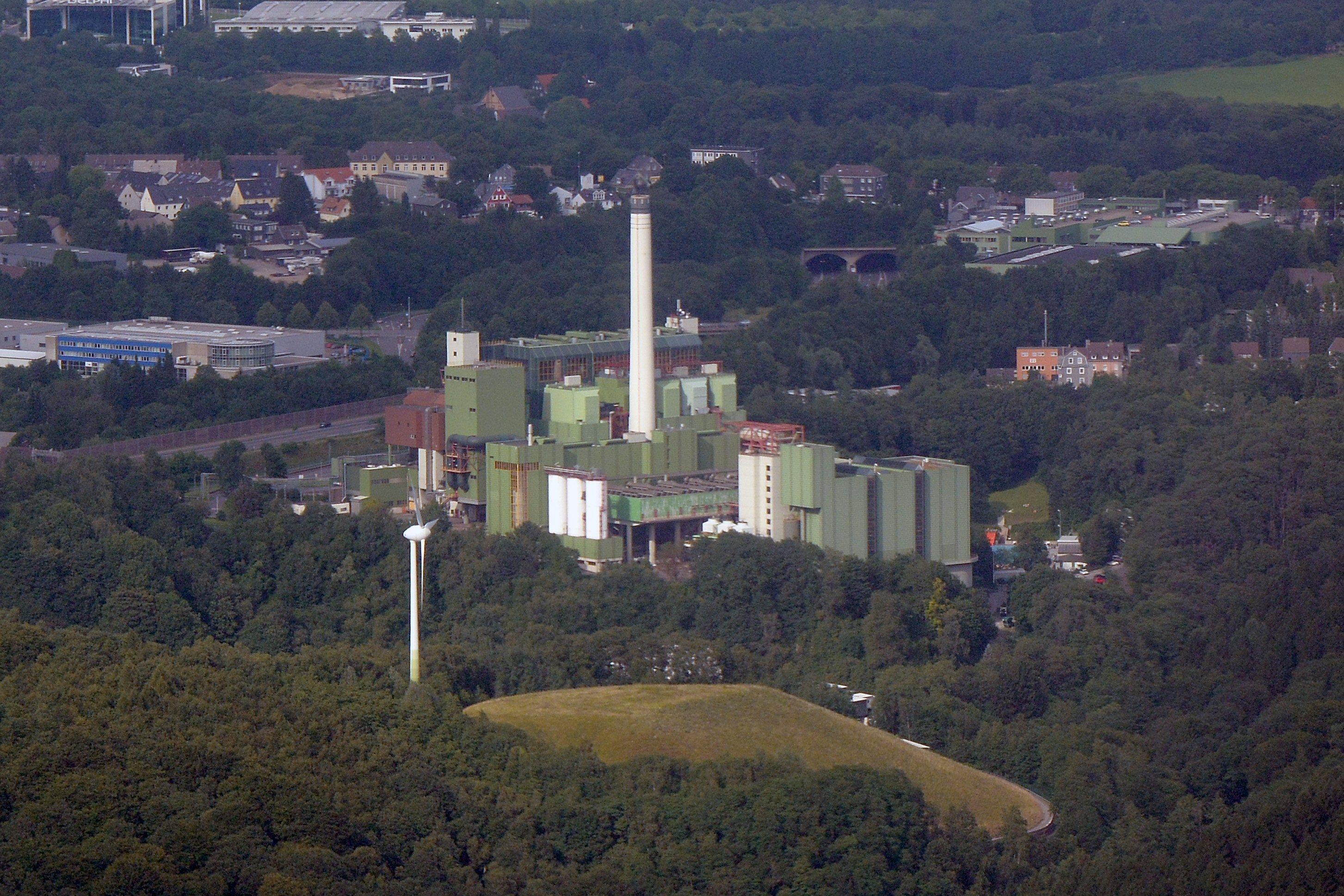
Luftbild des Müllheizkraftwerks
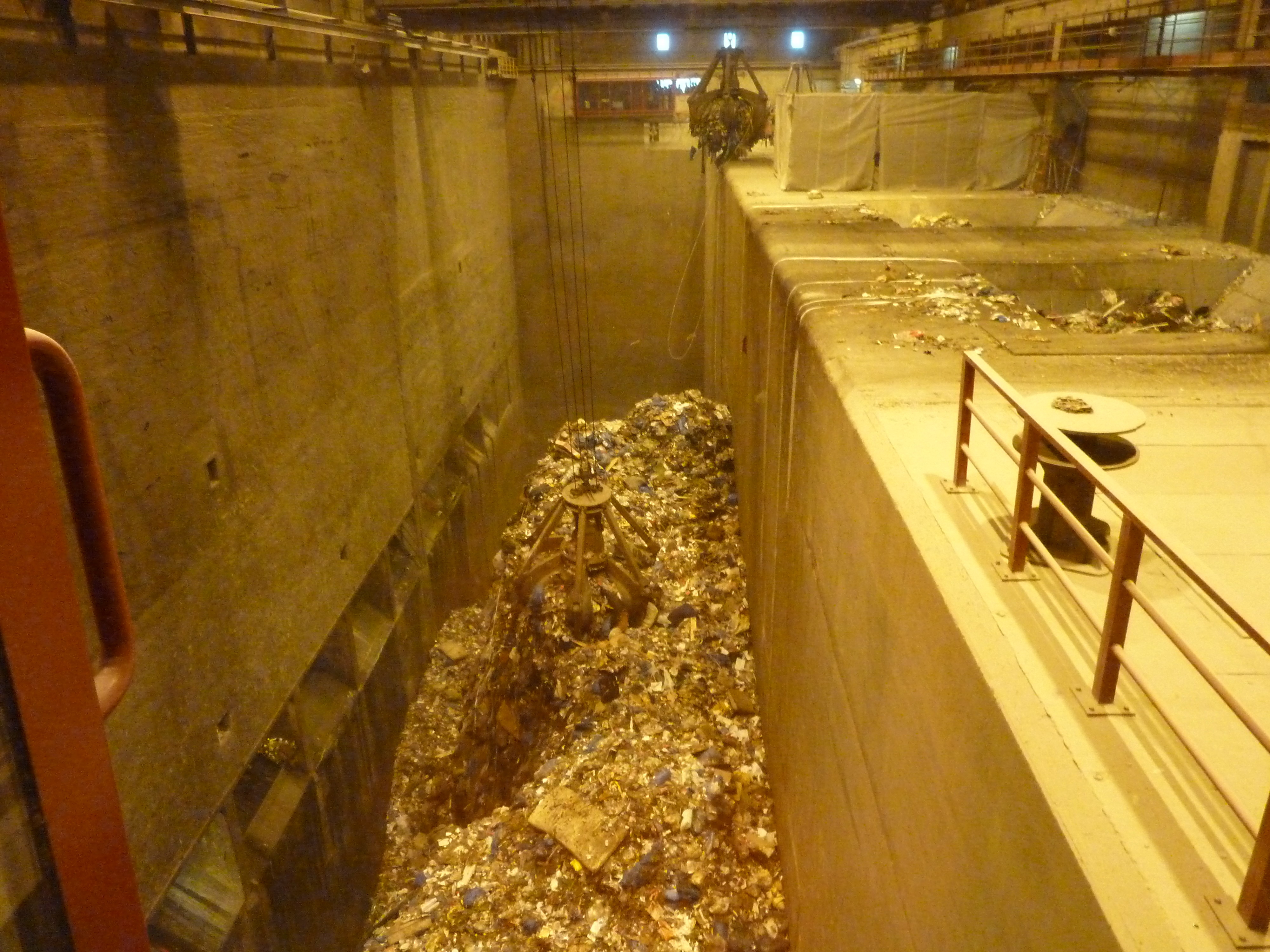
Die Müllschütte aus Kranführerperspektive
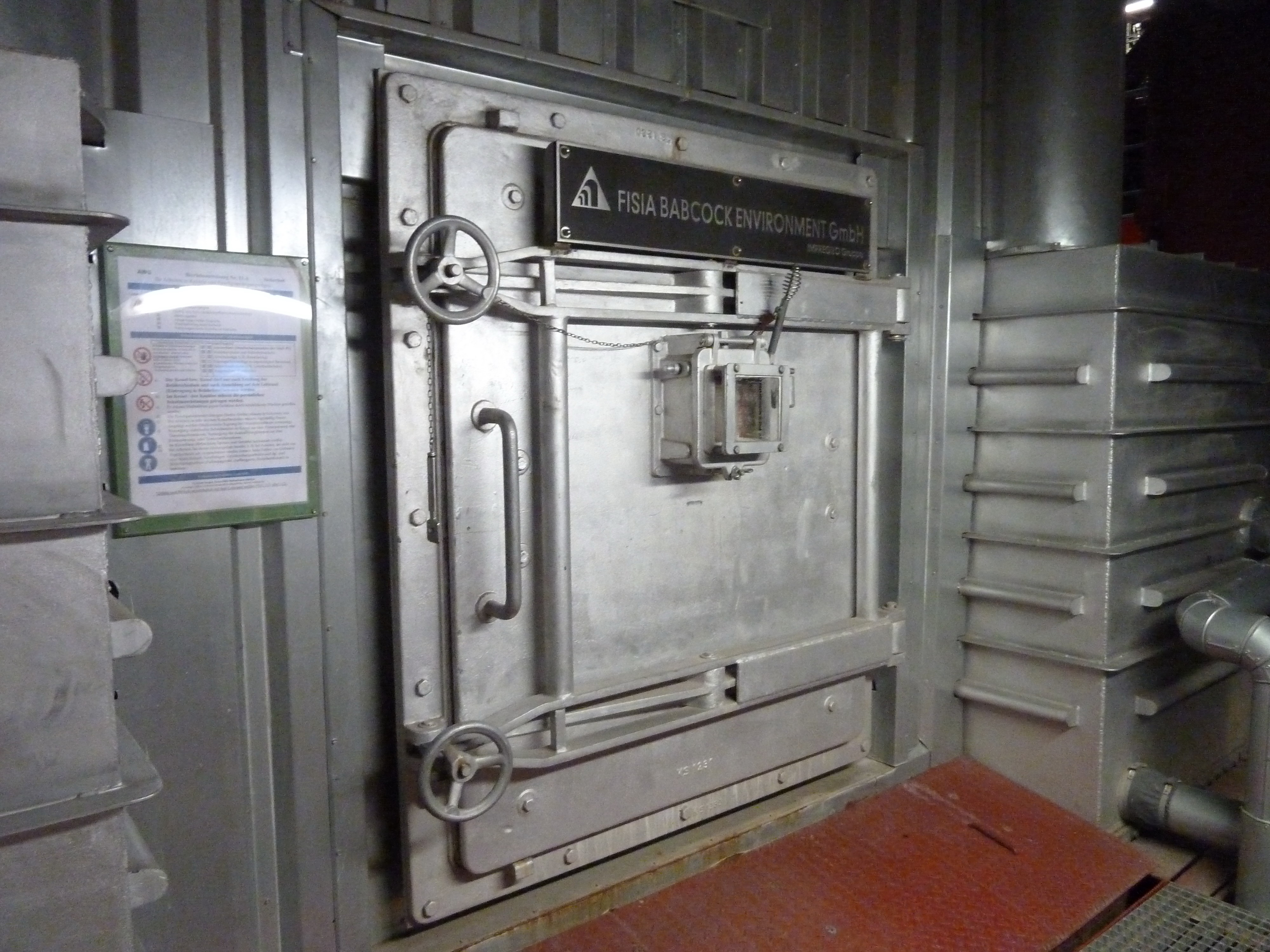
Einer der Brennkammerzugänge
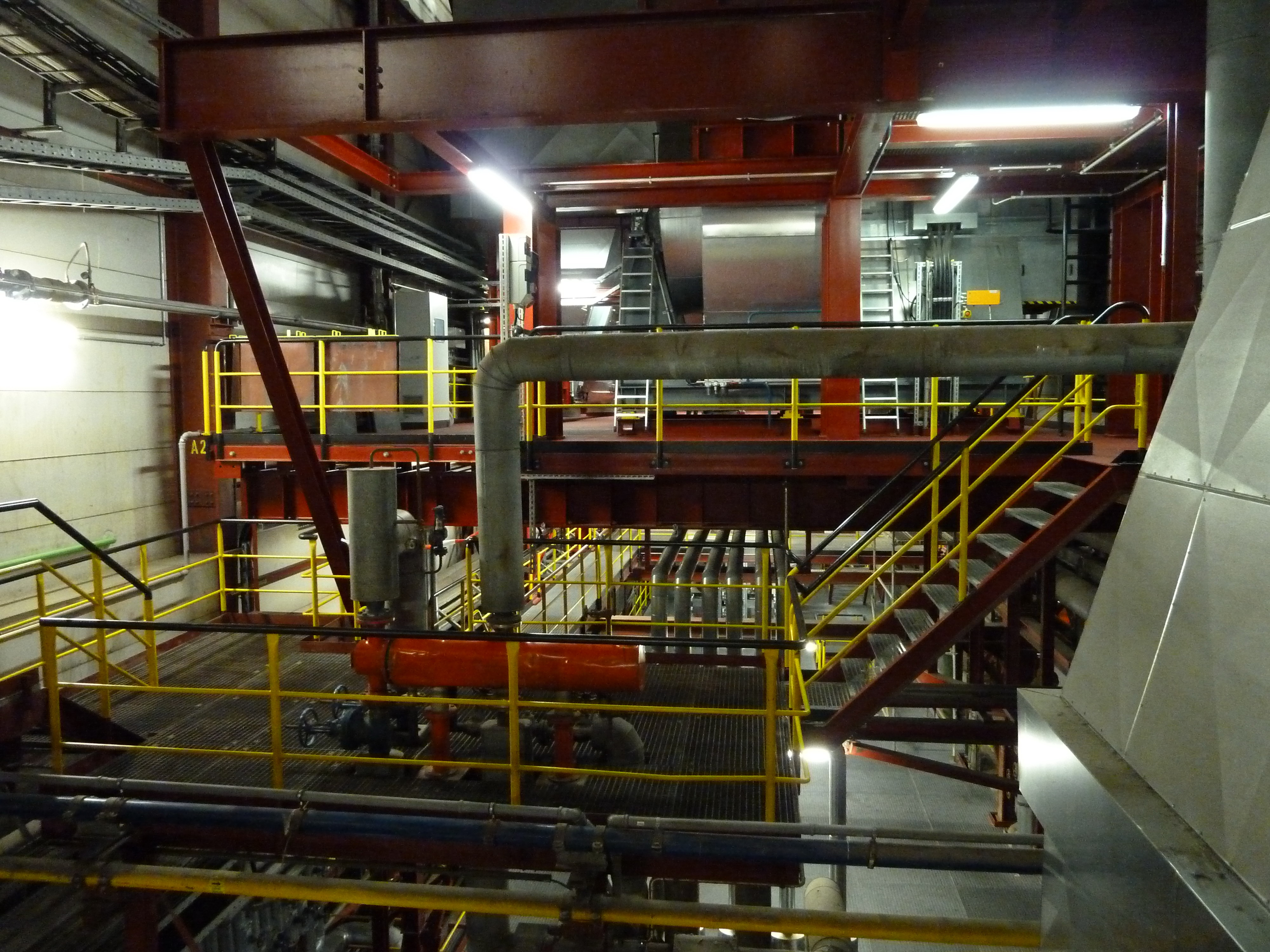
Anlagentechnik im Innenbereich
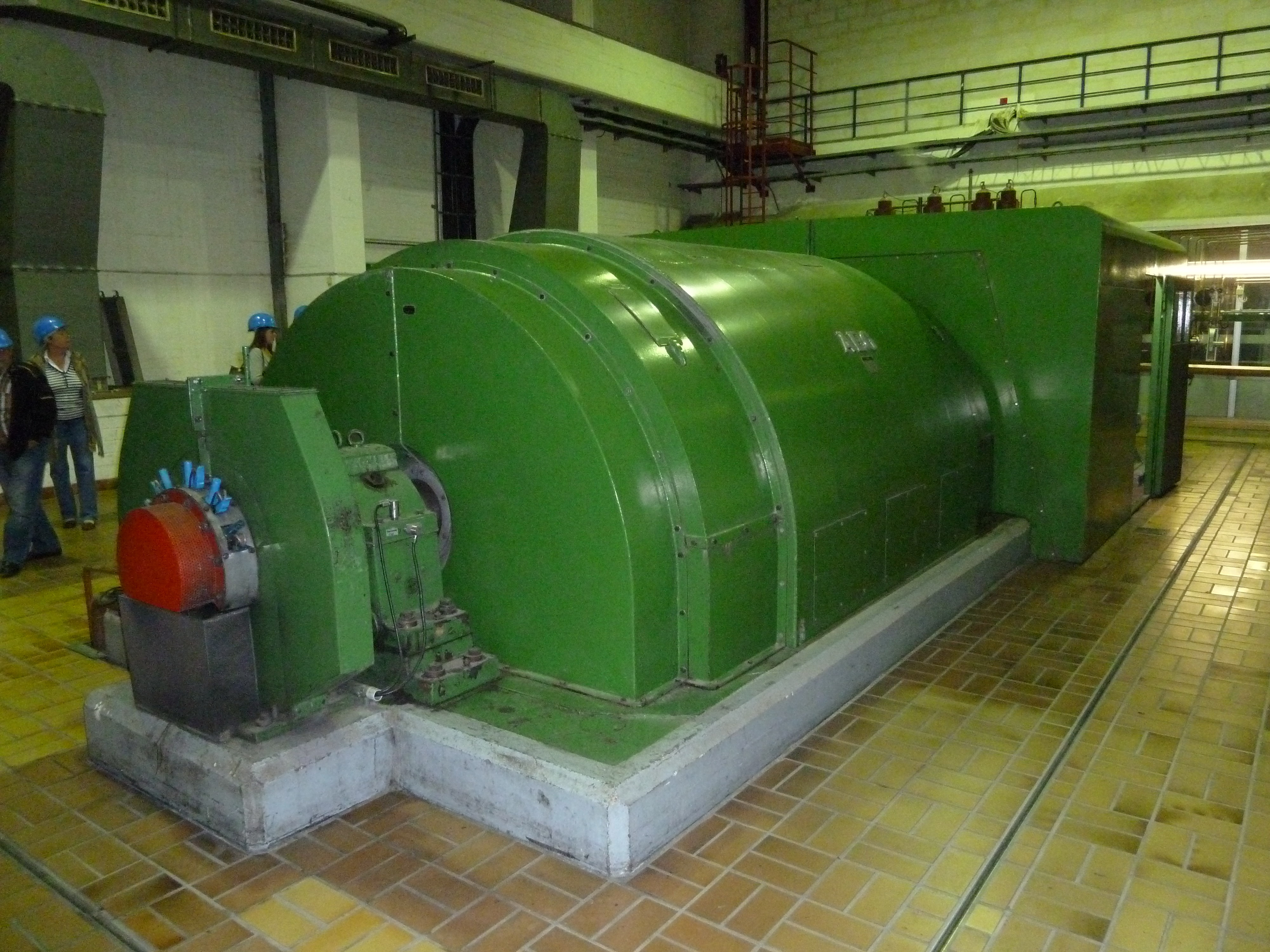
25 MVA Generator des Müllheizkraftwerks, Hersteller AEG
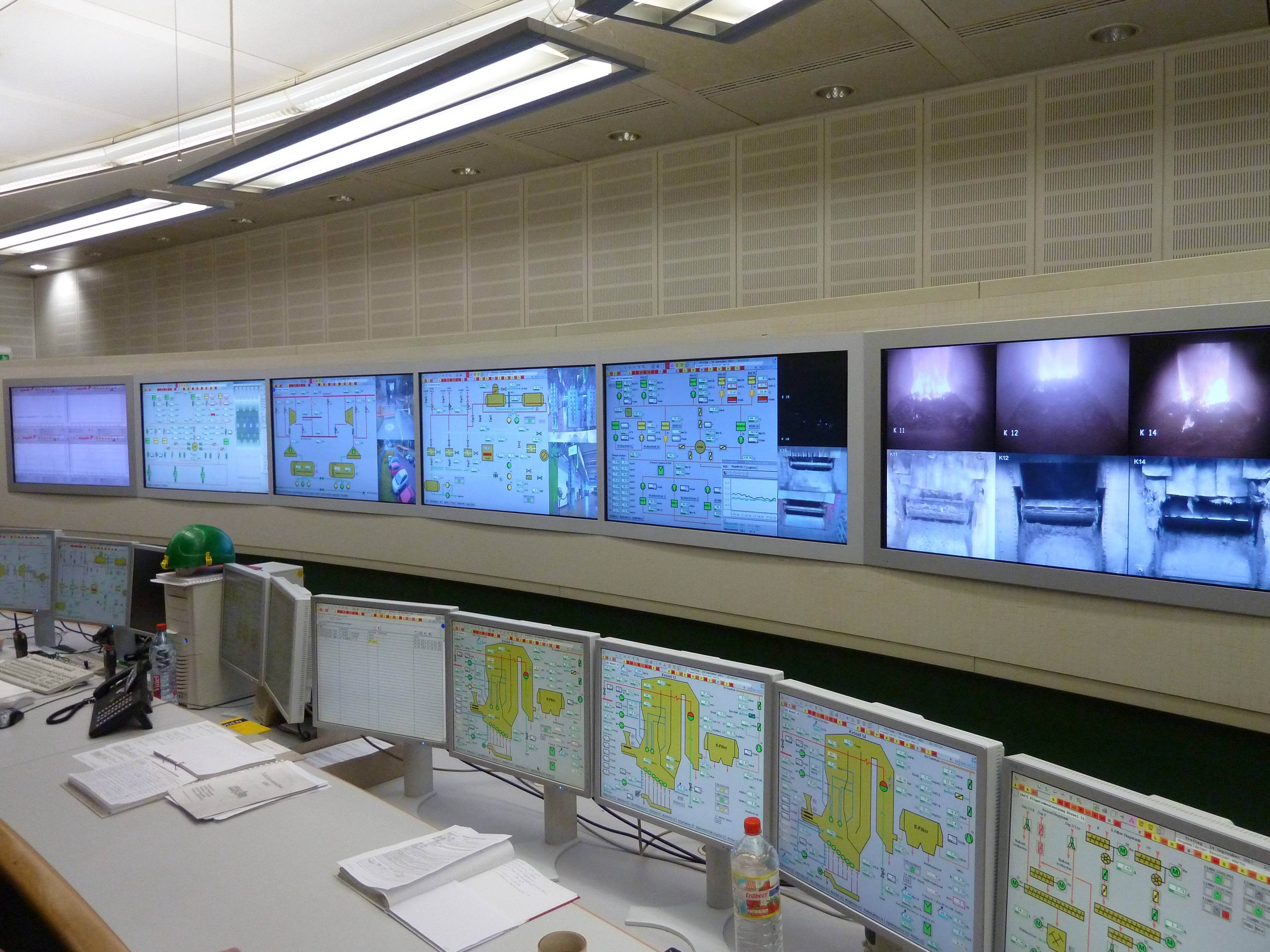
Der Leitstand für die Prozessüberwachung